# Sinan Şamil Sam
Sinan Şamil Sam (Frankfurt am Main, 1974. június 23. – Isztambul, 2015. október 30.) török ökölvívó.

## Amatőr eredményei
Török állampolgárként Törökország színeiben versenyzett, habár Németországban született és hosszabb ideig ott is élt.
- 1992-ben ezüstérmes a junior Európa-bajnokságon középsúlyban. A döntőben Vaszilij Zsirovtól szenvedett vereséget.
- 1992-ben junior világbajnok félnehézsúlyban.
- 1993-ban ezüstérmes az Európa-bajnokságon félnehézsúlyban.
- 1995-ben bronzérmes a világbajnokságon nehézsúlyban.
- 1998-ban bronzérmes az Európa-bajnokságon szupernehézsúlyban. Az elődöntőben az orosz Alekszej Lezintől szenvedett vereséget.
- 1999-ben világbajnok szupernehézsúlyban, edzője Fritz Sdunek.

## Profi karrier
2002. november 12-én legyőzte az profi Európa-bajnok lengyel Przemyslaw Saletát. Az Európa-bajnoki címét az angol Danny Williams és Julius Francis ellen sikeresen védte meg, majd a német Luan Krasniqi ellen vesztette el. 34 mérkőzéséből 30-at nyert meg és 4-et (Krasniqi, Juan Carlos Gomez, Oleg Maszkajev és Oliver McCall ellen) vesztett el.